# كازوتو كوشيدا
كازوتو كوشيدا (20 يناير 1987 بكيوتو في اليابان - ) (بالكانا:クシダ カズト) هو لاعب كرة قدم ياباني في مركز الوسط. لعب مع نادي تشونبوري وPhan Thong F.C. ‏ وChainat Hornbill F.C. ‏ ونادي أس بي كيوتو لكرة القدم.

## روابط خارجية
- كازوتو كوشيدا على موقع رابطة كرة القدم اليابانية للمحترفين (اليابانية)
- كازوتو كوشيدا على موقع قاعدة بيانات كرة القدم.إي يو (الإنجليزية)
- كازوتو كوشيدا على موقع Soccerway.com (الإنجليزية)
- كازوتو كوشيدا على موقع عالم كرة القدم.نت (الإنجليزية)